# Judyčvumčorr
Judyčvumčorr (rusky Юдычвумчорр, v kildinské sámštině „bzučící hora”, 1200,6 m n. m.) je hora v jihozápadní části pohoří Chibiny na poloostrově Kola. Leží v Murmanské oblasti na severozápadě Ruské federace. Na jihu a jihovýchodě spadají svahy hory do hlubokého údolí řeky Malaja Belaja, na západě do údolí potoka Fersman. Jedná se o nejvyšší horu Chibin i celého Kolského poloostrova. Pohoří Chibiny patří k nejstarším na území Ruské federace - vzniklo před zhruba 300 milióny let.

## Vědecký výzkum
Na úpatí Judyčvumčorru nedaleko města Kirovska se nachází vědeckovýzkumná stanice Fakulty geografie Moskevské státní univerzity. Toto výzkumné pracoviště zde bylo vybudováno v roce 1948.